# Oddo Antonio II Montefeltro
Oddo Antonio II Montefeltro (1427-1444) va ser fill de Guidantonio I Montefeltro.
El Papa Eugeni IV el va fer duc hereditari d'Urbino el 26 d'abril de 1443 i el va confirmar com a vicari pontifici d'Urbino, Gubbio i Cagli, comte sobirà de Montefeltro i de Castel Durante, senyor sobirà de San Leo, Cantiano, Pergola, Sassocorvaro, Lunano i Montelucco.
Va morir a Urbino el 22 de juliol de 1444 a mans de dos ciutadans d'Urbino als que havia seduït les mullers.
El 10 de març de 1443 es va casar amb Isotta d'Este, filla natural del marquès Niccolò III d'Este, senyor de Ferrara, Mòdena i Reggio.